# Иван Чонос
Иван Костов Чонос е български политик и адвокат, член на БКП.

## Биография
Роден е във Видин на 25 май 1885 г. Учи до 2-ри прогимназиален клас в родния си град, а след това 4 месеца е в гръцко училище в отсрещния (през р. Дунав) румънски град Калафат. Завършва висше юридическо образование в Женева.
Работи като печатарски работник от 1898 г. През 1902 г. става член на БРСДП. До 1923 г. е секретар на Окръжния комитет на БКП във Видин. Осъден задочно на 15 години затвор, емигрира в Югославия. Става политически емигрант в Гърция и после в СССР, където е със семейството си. Там учи 2 години политическа икономия и преподава в партийна школа в Перово (Москва).
Завръща се в България през 1932 г. Става известен адвокат в родния си град. Участва в кампанията против изпращане на българските евреи в нацистки концлагери.[източник? (Поискан днес)] Арестуван е през 1941 г. и е интениран в лагер „Еникьой“, впоследствие е прехвърлен в лагер „Свети Кирик“. Там остава до 19 септември 1943 г. По-късно организира бойни групи на БКП в района на Видин

След 9 септември 1944 г. е обвинител в т. нар. Народен съд във Видин. Член е на Президиума на Народното събрание. В сведение за ЦРУ от български емигрант от 1954 година се казва за Чонос:
| „ | По професия той е адвокат и е жесток човек и има вината за елиминирането на много противници на комунизма след 1944 г., както и по-късно. | “ |

С жена си Цена имат синове Боян (1921 – 1943) , Малин (1919-2014) и Коста (1922-1992). Боян Чонос,  секретар на Окръжния комитет на РМС от 1942 г., партизанин, е арестуван и обесен през 1943 г. Малин Чонос е български дипломат в Чехословакия в началото на 1970-те години.
Иван Чонос умира във Видин на 6 април 1962 г.